# Halacritus capensis
Halacritus capensis är en skalbaggsart som beskrevs av Yves Gomy 1989. Halacritus capensis ingår i släktet Halacritus och familjen stumpbaggar. Inga underarter finns listade i Catalogue of Life.